# José Luís Santos da Visitação
José Luís Santos da Visitação (* 23. März 1979 in Salvador), auch bekannt als Zé Luís, ist ein ehemaliger brasilianischer Fußballspieler.

## Karriere
Zé Luís begann seine Karriere 1997 bei Mogi Mirim EC. 1999 wurde er an dem Erstligisten Cruzeiro EC ausgeliehen. 2000 kehrte er zu Mogi Mirim zurück. 2001 feierte er mit dem Verein die Drittligameisterschaft und den Aufstieg in die zweite Liga. 2003 wechselte er zu Marília AC. 2004 wechselte er zum Erstligisten Atlético Mineiro. 2005 wechselte er zu AD São Caetano. Sommer 2006 wechselte er zum japanischen Zweitligisten Tokyo Verdy. Sommer 2007 kehrte er nach Brasilien zurück und unterschrieb einen Vertrag bei FC São Paulo. Mit dem Verein wurde er 2007 und 2008 brasilianischer Meister. Von 2010 bis 2011 spielte er bei Atlético Mineiro. Danach spielte er bei EC Vitória, Itumbiara EC und Paraná Clube. 2013 beendete er seine Karriere als Fußballspieler.

## Erfolge
FC São Paulo
- Brasilianischer Meister: 2007, 2008